# Blanda

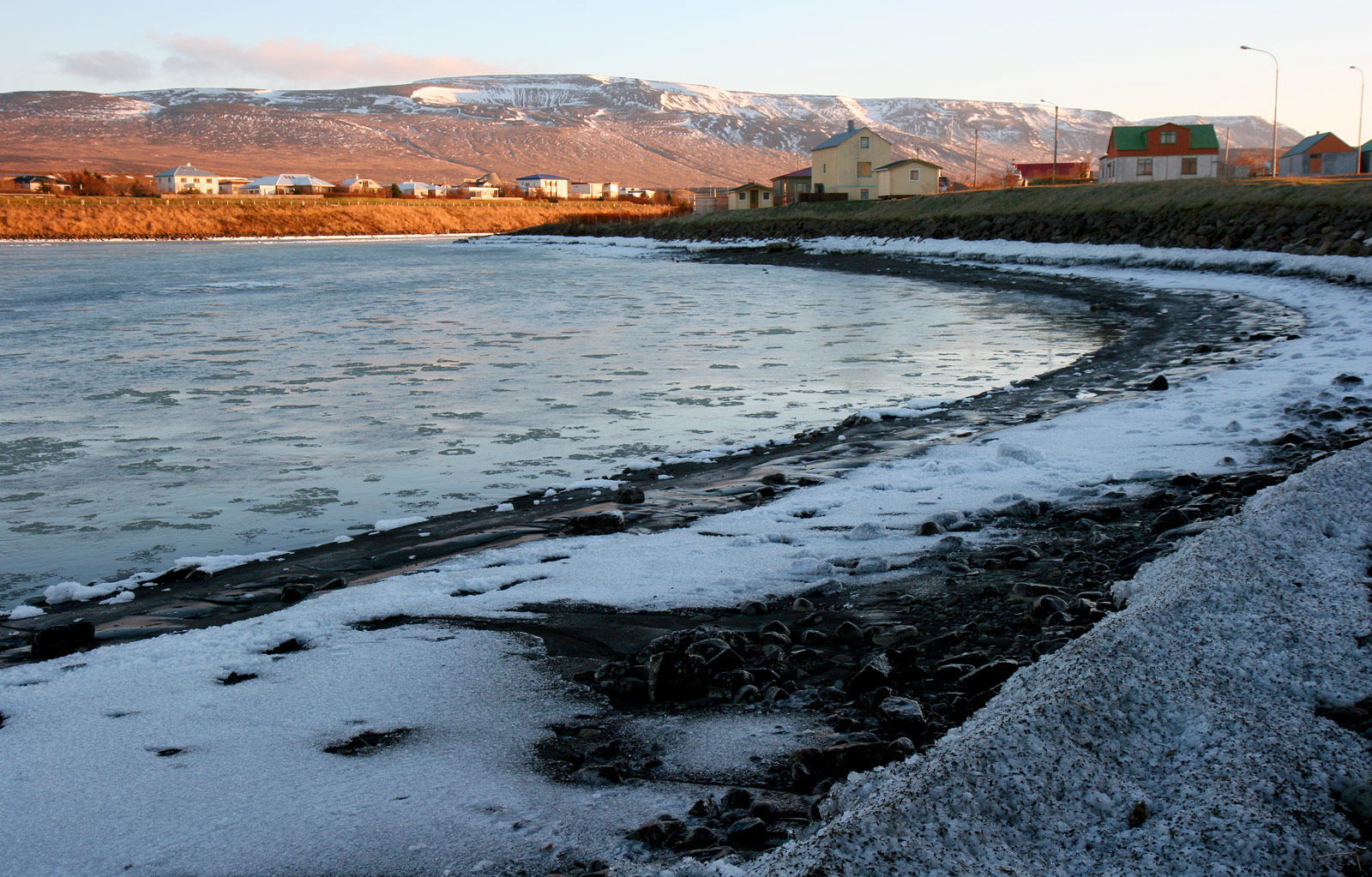
Blanda när den rinner genom Blönduós

Blanda är en älv som startar i glaciären Hofsjökull och mynnar ut i havet på norra Island vid Blönduós i bukten Húnaflói. Älven är 125 km lång och dess största avrinningsområde är 2370 km². Namnet Blanda kan översättas ”surmjölk och vatten”. Det är således älvens blåvita färg som har givit upphov till namnet.

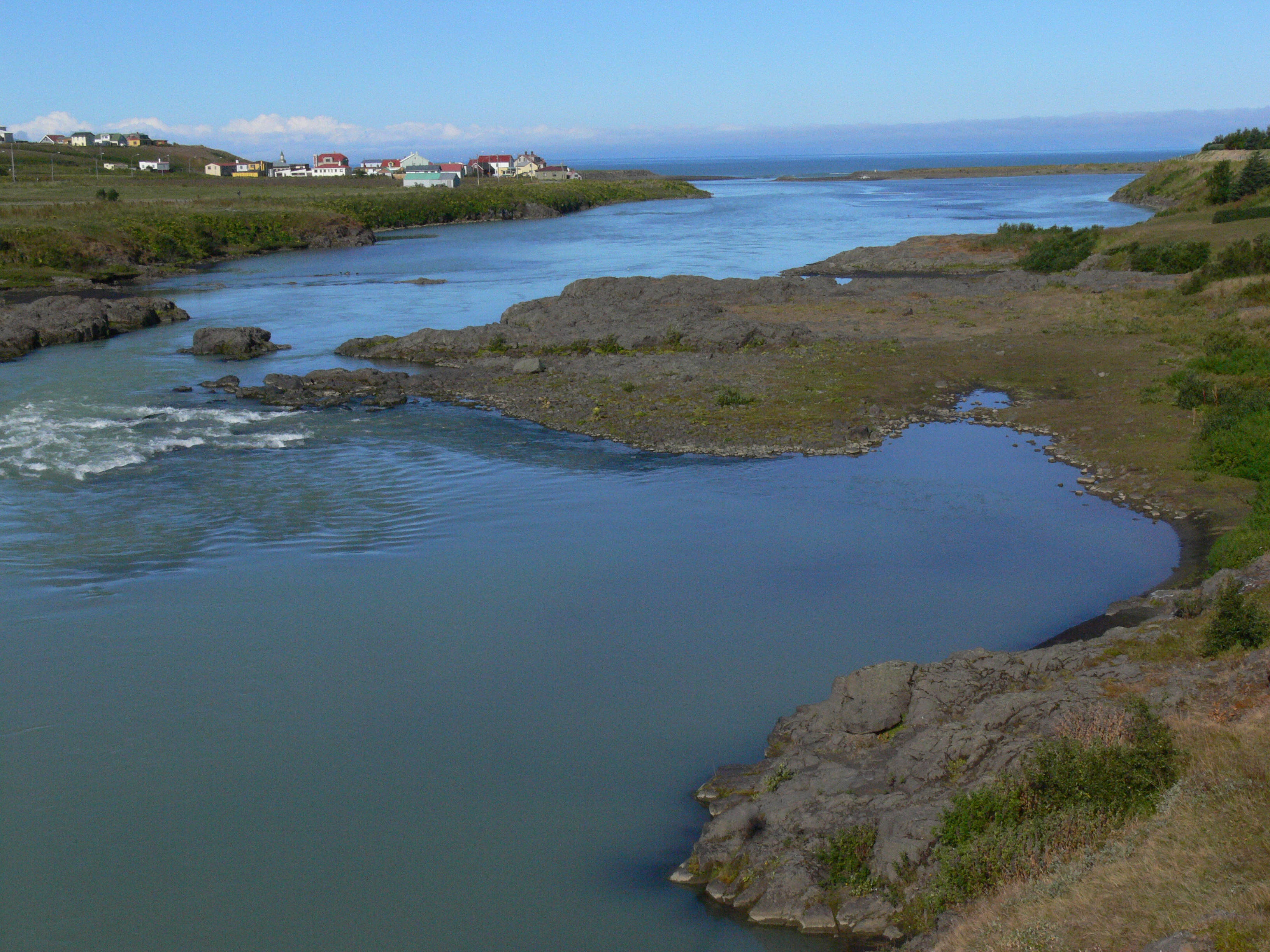
Blönduós vid Blanda.

Den förste nybyggare som med sitt skepp kom till Blandas mynning (Blönduós) var enligt Landnámabók Ævar den gamle Ketilsson. Allt land väster om Blanda var då taget, så han gav sig uppför älven och tog hela Langadalur för sig själv, sina söner och skeppskamrater.